# マリヌス1世 (ローマ教皇)
マリヌス1世（Marinus I, ? - 884年5月15日）は、第108代ローマ教皇（在位：882年12月16日 - 884年5月15日）。

## 生涯
出身はラツィオのガッレーゼ。父親はローマ教会の司祭で、自らもケレで司教を務めた。歴代の教皇のもとで西フランク王国などとの外交折衝を担当している。
882年12月に先代の教皇であるヨハネス8世が側近らに暗殺されたため、新教皇として選出されたが、在位わずか1年5ヵ月後の884年5月15日に死去した。